# Penny Singleton
Penny Singleton, nascida Mariana Dorothy McNulty,  (Filadélfia, 15 de setembro de 1908  -  Sherman Oaks, 12 de novembro de 2003) foi uma atriz e líder trabalhista americana. Durante seus 60 anos de carreira, Singleton apareceu como a heroína de quadrinhos Blondie Bumstead em uma série de 28 filmes de 1938 a 1950 e o popular programa de rádio Blondie de 1939 a 1950. Singleton também deu a voz de Jane Jetson na série animada The Jetsons, de 1962 a 1963. 
Nos bastidores, Singleton cumpriu dois mandatos como presidente da Associação Americana de Artistas de Variedades (AGVA) e testemunhou perante um subcomitê do Senado em 1962 sobre o tratamento sindical das mulheres trabalhadoras em variedades. 

## Biografia
Singleton nasceu na Filadélfia, filha de Bernard J. "Benny" McNulty e Mary Dorothy McNulty. Singleton começou a atuar profissionalmente quando criança, e só completou a sexta série na escola.

## Carreira

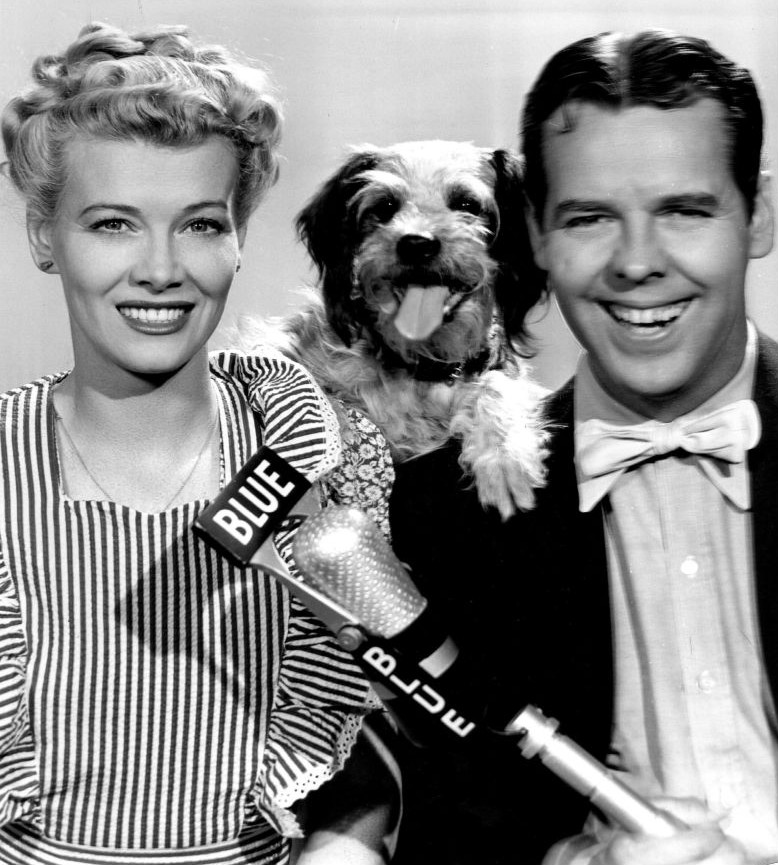
Penny Singleton como Blondie e Arthur Lake como Dagwood Bumstead, de uma fotografia publicitária de 1944

Singleton cantou em um cinema mudo e excursionou em vaudeville como parte de um espetáculo chamado "The Kiddie Kabaret". Ela cantou e dançou com Milton Berle, a quem ela conheceu desde a infância, e o ator Gene Raymond, e apareceu na Broadway em As Grandes Tentações, de Jack Benny. Ela também fez turnê em boates e roadshows de peças e musicais.
Singleton apareceu como cantora de boate em After the Thin Man, creditado como Dorothy McNulty. Ela foi escalada para o lado de Arthur Lake (como Dagwood) no longa Blondie em 1938, baseado na história em quadrinhos de Chic Young. Eles repetiram seus papéis em uma comédia de rádio a partir de 1939 e em participações especiais em outros programas de rádio. Como Dagwood e Blondie Bumstead, eles se mostraram tão populares que uma sucessão de 27 sequências foi feita de 1938 a 1950, com o programa de rádio terminando no mesmo ano. O marido de Singleton, Robert Sparks, produziu 12 dessas sequências. Também em 1950, ela teve seu próprio programa, The Penny Singleton Show, na rádio da NBC.
Singleton foi destaque em Go West, Young Lady (1941), sobre sua co-estrela masculina, Glenn Ford. Apenas duas outras estrelas femininas (Dorothy Page e Jane Frazee) eram as vaqueiras mais bem-sucedidas da época. Ela forneceu a voz de Jane Jetson na série animada de 1962-1963, The Jetsons.

## Ativismo trabalhista
Singleton era ativa em assuntos sindicais, como membro vocal do American Guild of Variety Artists (AGVA). Ela foi eleita presidente da AGVA em 1958-1959, e novamente em 1969-1970.«Penny Singleton, 95; Actress Played Blondie in 28 Movies, on Radio». The Los Angeles Times – via Newspapers.com</ref> Sua filiação ao sindicato foi suspensa em 1962, quando ela foi acusada de caluniar alguns dos oficiais do sindicato, e ela respondeu.  Ela testemunhou sobre a exploração das mulheres no trabalho de variedades e as deficiências do sindicato em representar esses trabalhadores perante um subcomitê do Senado dos Estados Unidos em 1962.
Singleton foi reintegrada como membro do sindicato em 1963, depois que a disputa chegou a um acordo legal. Em 1967, ela liderou uma greve de um mês pelos Radio City Rockettes por melhores condições de trabalho. Durante sua presidência, ela liderou negociações com a Disney, durante uma greve de vários artistas na Disneylândia em 1970.

## Vida pessoal e legado
Singleton casou-se com Laurence Scroggs Singleton, dentista, em 1937; eles se divorciaram em 1939, com ela mantendo o sobrenome "Singleton" como parte de seu nome artístico pelo resto de sua vida. Ela foi casada com Robert C. Sparks, um oficial do Corpo de Fuzileiros Navais e produtor de filmes, de 1941 até sua morte em 1963. Singleton teve duas filhas, Dorothy e Susan. Ela era católica romana e democrata que apoiou Adlai Stevenson nas eleições presidenciais de 1952.
Por suas contribuições para a rádio e a indústria cinematográfica, em 1960, Singleton foi homenageada com duas estrelas ao ser indicada à Calçada da Fama de Hollywood. A estrela do rádio está localizada no 6811 Hollywood Boulevard, e sua estrela de cinema fica a apenas alguns passos, no 6547 Hollywood Boulevard. 

## Morte
Em 12 de novembro de 2003, Singleton morreu aos 95 anos de insuficiência respiratória, em Sherman Oaks, Califórnia.«Penny Singleton, 95; Actress Played Blondie in 28 Movies, on Radio». The Los Angeles Times – via Newspapers.com</ref>

## Filmografia

### Recursos
- Belle of the Night (1930)
- Good News (1930) - Flo
- Love in the Rough (1930) - Virgie
- Howd' Ya Like That? (1934) - Dancer
- After the Thin Man (1936) - Polly Byrnes
- Vogues of 1938 (1937) - Miss Violet Sims
- Sea Racketeers (1937) - Florence Riley
- Swing Your Lady (1938) - Cookie
- Outside of Paradise (1938) - Colleen Kerrigan
- Men Are Such Fools (1938) - Nancy
- Racket Busters (1938) - Gladys
- Mr. Chump (1938) - Betty Martin
- Boy Meets Girl (1938) - Peggy
- Secrets of an Actress (1938) - Miss Reid
- Garden of the Moon (1938) - Miss Calder
- The Mad Miss Manton (1938) - Frances Glesk
- Hard to Get (1938) - Hattie
- Blondie (1938) - Blondie
- Blondie Meets the Boss (1939) - Blondie
- Blondie Takes a Vacation (1939) - Blondie
- Blondie Brings Up Baby (1939) - Blondie
- Blondie on a Budget (1940) - Blondie
- Blondie Has Servant Trouble (1940) - Blondie
- Blondie Plays Cupid (1940) - Blondie
- Blondie Goes Latin (1941) - Blondie
- Blondie in Society (1941) - Blondie
- Go West, Young Lady (1941) - Belinda Pendergast
- Blondie Goes to College (1942) - Blondie
- Blondie's Blessed Event (1942) - Blondie
- Blondie for Victory (1942) - Blondie
- It's a Great Life (1943) - Blondie
- Footlight Glamour (1943) - Blondie
- Leave It to Blondie (1945) - Blondie
- Life with Blondie (1945) - Blondie
- Young Widow (1946) - Peg Martin
- Blondie's Lucky Day (1946) - Blondie
- Blondie Knows Best (1946) - Blondie
- Blondie's Big Moment (1947) - Blondie
- Blondie's Holiday (1947) - Blondie
- Blondie in the Dough (1947) - Blondie
- Blondie's Anniversary (1947) - Blondie
- Blondie's Reward (1948) - Blondie
- Blondie's Secret (1948) - Blondie
- Blondie's Big Deal (1949) - Blondie
- Blondie Hits the Jackpot (1949) - Blondie
- Blondie's Hero (1950) - Blondie
- Beware of Blondie (1950) - Blondie
- The Best Man (scenes deleted, 1964)

 Originado do guia de TV 
- Jetsons: The Movie (1990) - Jane Jetson (voz)

### Curtas
- Bela da Noite (1930) [24]
- Campus Cinderela (1938) [25]
- Instantâneos da tela Série 19, No. 1 (1939)

### Créditos na televisão
- Prêmio Pulitzer Playhouse (1950) - Wilhelmina
- Frances Farmer Presents (1958) - Belinda Pendergast
- The Quick Draw McGraw Show (1959) - Batalha de gado estrondosa - Esposa
- The Jetsons (1962–1963) - Jane Jetson (voz)
- Dias do Vale da Morte (1963) - Maggie Franklin
- The Twilight Zone (1964) - "Sons e silêncios" - Sra. Flemington [10]
- Assassinato, ela escreveu (1986) - "The Perfect Foil" - Tia Mildred [26]
- Rockin 'with Judy Jetson (1988) - Jane Jetson (voz)
- The Jetsons Meet the Flintstones (1989) - Jane Jetson (voz)
- 50ª Hanna-Barbera: Uma Celebração de Yabba Dabba Doo (1989) - Jane Jetson (voz)
- O Mundo Funtastic de Hanna-Barbera (1990) - Jane Jetson (voz)

### Trabalho de palco
- Nas alturas do céu (1925) [27]
- Hora do Amor (1926)
- As Grandes Tentações (1926)
- Boas Novas (1928) (substituto de Zelma O'Neal )
- Hey Nonny Nonny! (1932) [28]
- Call Me Madam (1959) [29]
- Nunca é Tarde Demais (1964) [30]
- Não, Não, Nanette (1971) (substituto de Ruby Keeler ) [31] [32]
- Não, não, Nanette (1974)
- Little Me (1983)

### Parques temáticos
- The Funtastic World of Hanna-Barbera (passeio) (1990) - Jane Jetson (voz)